# Heikki Hasu
Heikki Hasu (Kouvola, 21 maart 1926 – 5 april 2025) was een Fins wintersporter. 

## Carrière
Hasu won tijdens de spelen van 1948 de gouden medaille op de Noordse Combinatie en bij het langlaufen behaalde Hasu de vierde plaats op de achttien kilometer. In 1950 werd Hasu wereldkampioen op de Noordse Combinatie. Tijdens de spelen van 1950 won Hasu de gouden medaille bij de estafette bij het langlaufen; bij de Noordse combinatie moest Hasu genoegen nemen met de zilveren medaille. Hasu was lange tijd de laatste sporter die tijdens één Winterspelen medailles won in meerdere olympische disciplines. In 2018 behaalden zowel Jorien ter Mors als Ester Ledecká olympische medailles in meerdere disciplines.
Hasu overleed op 5 april 2025 op 99-jarige leeftijd.

## Belangrijkste resultaten

### Langlaufen

#### Olympische Winterspelen
| Editie | Plaats       | Resultaten           |
| ------ | ------------ | -------------------- |
| 1948   | Sankt Moritz | 4e 18 km             |
| 1952   | Oslo         | 4e 18 km · estafette |

#### Wereldkampioenschappen langlaufen
| Jaar | Plaats       | Resultaten           |
| ---- | ------------ | -------------------- |
| 1948 | Sankt Moritz | 4e 18 km             |
| 1952 | Oslo         | 4e 18 km · estafette |

### Noordse combinatie

#### Olympische Winterspelen
| Editie | Plaats       | Resultaten  |
| ------ | ------------ | ----------- |
| 1948   | Sankt Moritz | individueel |
| 1952   | Oslo         | individueel |

#### Wereldkampioenschappen noordse combinatie
| Jaar | Plaats       | Resultaten  |
| ---- | ------------ | ----------- |
| 1948 | Sankt Moritz | individueel |
| 1950 | Lake Placid  | individueel |
| 1952 | Oslo         | individueel |